# Таммела (стадіон)
Не варто плутати з Таммела (стадіон, 2023).
«Таммела стадіон» (фін. Tammelan stadion) — футбольний стадіон у місті Тампере, Фінляндія, домашня арена ФК «Ільвес».
Стадіон відкритий у 1931 році. 1937 року споруджено першу трибуну. У 1993 році побудовано структурні трибуни потужністю 5 050 глядачів. Арена відповідає вимогам Вейккаусліги.
У 2014 році прийнято проєкт будівництва нового стадіону на місці старого місткістю 6 500 глядачів.